# Братська могила радянських воїнів та пам’ятник воїнам-землякам (Велика Писарівка)
Меморіальний комплекс: Братська могила радянських воїнів та партизана; Пам'ятний знак на честь загиблих воїнів-земляків — пам'ятка історії місцевого значення (охоронний № 3197-См), розташована в центрі селища Велика Писарівка (з 2020 року — Сумського району) Великописарівського району Сумської області у сквері по вулиці Вишневій (колишня Чапаєва). На братській могилі в 1956 році встановлено залізобетонну скульптуру воїна.
Занесено до Державного реєстру нерухомих пам'яток України рішенням Сумського обласного виконкому від 11.05.1976 року за № 278 та Розпорядженням голови Сумської ОДА від 27.01.1999 року за № 29.

## Історія
Ще під час німецько-радянської війни на території селища Велика Писарівка було поховано 271-го радянського воїна, серед яких — військовослужбовці 21-шої армії, які загинули під час оборонних боїв за селище у жовтні 1941 року, а також воїнів 332-го, 318-го стрілецького полків, 45-го окремого танкового батальйону 20-ї окремої танкової дивізії 40-вої армії, бійців 217 гвардійського стрілецького полку 241-ї стрілецької дивізії, 2-го гвардійського танкового батальйону 4-го Кантеміровського танкового корпусу 27-ї армії, 22-го стрілецького полку, 272-го стрілецького полку 6-ї армії, які брали участь у визволенні селища від німецько-нацистських загарбників у лютому та у серпні 1943 року, а також померли від ран у польових шпиталях № 5187, 57,183 у період з серпня по листопад 1943 року. Селище остаточно визволено 8 серпня 1943. Відомі прізвища всіх загиблих. У братській могилі поховано також партизана Великописарівського партизанського загону Пурика Якима Максимовича, який загинув у березні 1943 року. У 1956 році на могилі було встановлено залізобетонну скульптуру воїна на цегляному постаменті.
Під час повномасштабного російського вторгнення в Україну пам'ятник 7 березня 2022 року було пошкоджено військовими ЗС РФ.

## Опис
На братській могилі встановлено залізобетонну скульптуру воїна висотою 3,5 метри на цегляному постаменті висотою 4,5 м. Поруч на чотирьох мармурових плитах викарбувані прізвища загиблих. На 9-ти мармурових плитах також викарбовано меморіальний напис та прізвища 551 воїнів-уродженців Великої Писарівки, які загинули на фронтах Другої світової війни.